# Сэквилл, Эдвард, 4-й граф Дорсет
Эдвард Сэквилл, 4-й граф Дорсет (англ. Edward Sackville, 4th Earl of Dorset; 1591 — 17 июля 1652) — английский придворный, военный и политик. Он заседал в Палате общин с 1621 по 1622 год и стал графом Дорсетом в 1624 году. В молодости он участвовал в дуэлях, а позже участвовал в колонизации Северной Америки. Он поддерживал дело роялистов во время гражданской войны в Англии.

## Ранняя жизнь

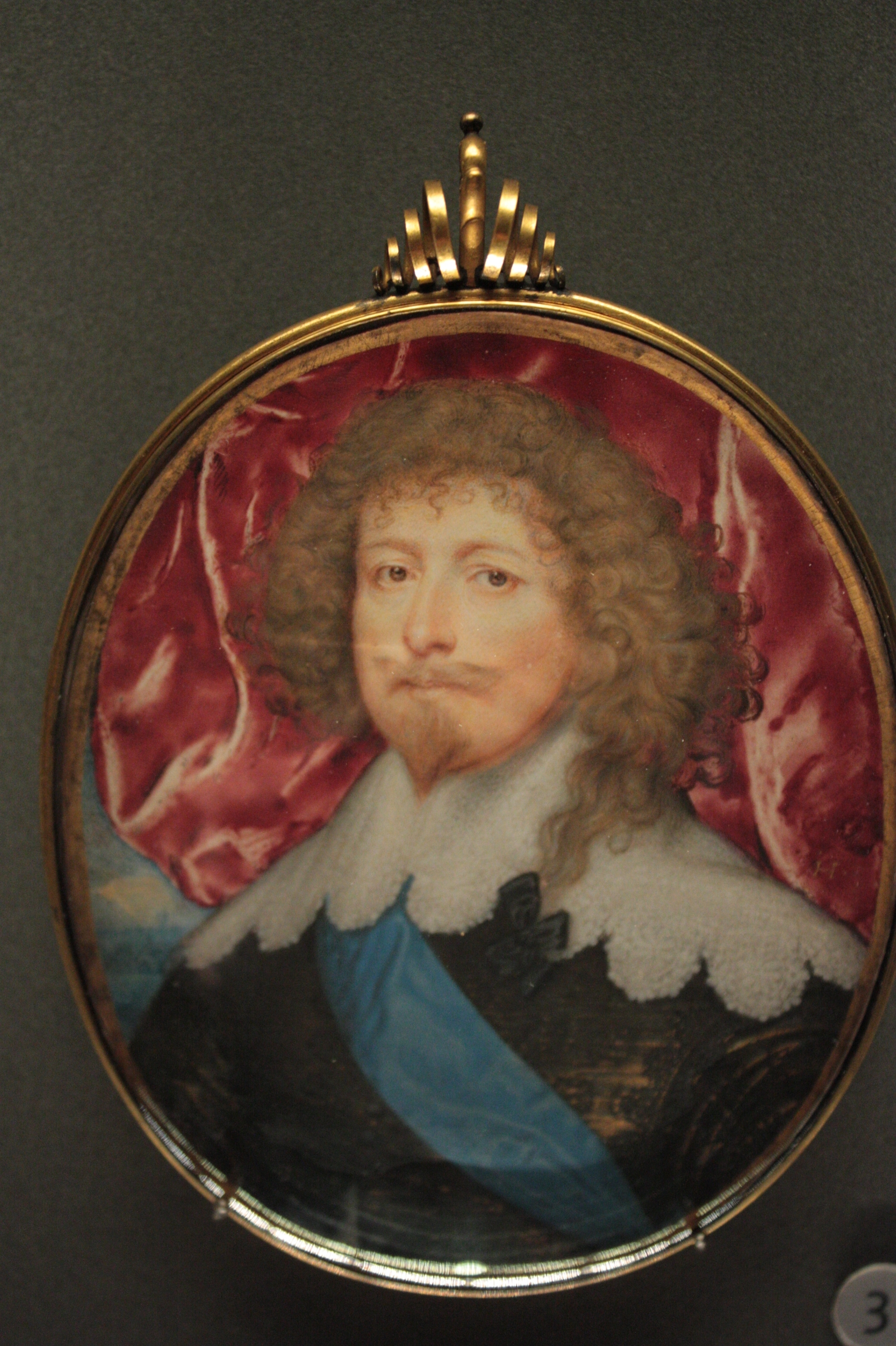
Эдвард Саквилл, миниатюра Джона Хоскинса, 1635 г.

Родился в 1591 году. Младший сын Роберта Сэквилла, 2-го графа Дорсета (1561—1609), от его первой жены Маргарет Говард (1562—1591), дочери Томаса Говарда, 4-го герцога Норфолка. Он поступил в Крайст-Черч, Оксфорд, вместе со своим братом Ричардом, 26 июля 1605 года. Он получил степень магистра в Кембриджском университете и был зарегистрирован в Оксфорде из Кембриджа 9 июля 1616 года.
В августе 1613 года он прославился убийством на дуэли Эдварда Брюса, 2-го лорда Кинлосса. Дуэль касалась Венеции Стэнли, светской красавицы и внучки Эдварда Стэнли, 3-го графа Дерби. Встреча произошла на купленном для этой цели участке земли в двух милях от Берген-оп-Зома, Нидерланды, который еще в 1814 году был известен как Брюсланд. Сэквиллу пронзили тело, и он потерял палец, пытаясь обезоружить Кинлосса, но в конечном итоге отправил своего противника двумя ударами в грудь. Хотя Сэквилл был тяжело ранен, он выжил, но Венеция Стэнли в конечном итоге вышла замуж за сэра Кенелма Дигби, который после женитьбы поддерживал дружеские отношения с Сэквиллом, называя его в своих мемуарах «Мардонтием». В оправдание Саквилл прислал из Лувена длинное повествование от 8 сентября 1613 года с копиями вызовов Брюса. На жизнь Сэквилла было совершено покушение вскоре после его возвращения в Англию.

## Политическая карьера и колониальная деятельность
Некоторые источники утверждают, что в 1614 году Эдвард Сэквилл был избран депутатом от Сассекса и был одним из лидеров народной партии, но это оспаривается в других записях «Запутавшегося парламента». В 1616 году он посетил Лион и добился освобождения сэра Эдварда Герберта, который был там арестован. Он стал рыцарем Ордена Бани 3 ноября 1616 года, когда Карл I был назначен принцем Уэльским. С 1619 года он был ведущим членом партии Виргинской компании, которая поддерживала сэра Эдвина Сэндиса. 22 июля 1620 года он отплыл в качестве командующего войсками, посланными под командованием сэра Горацио Вере для помощи королю Чехии Фридриху V, зятю короля Англии Якова I Стюарта. Он присутствовал в битве при Белой горе 8 ноября 1620 года.
В 1621 году Эдвард Сэквилл был избран депутатом парламента от Сассекса. В марте он был назначен председателем комитета по надзору за судами, но не действовал. Он выступал от имени Фрэнсиса Бэкона в парламенте 17 марта 1621 года и часто защищал его перед Бэкингемом. В июле 1621 года он ненадолго был послом при дворе короля Франции Людовика XIII. В ноябре 1621 года он энергично защищал предложение проголосовать за субсидию на восстановление Пфальца, заявив, что «переходной колокол теперь звонил по религии». Эту речь ошибочно датировали 1623 годом, когда парламент не заседал. В апреле 1623 года король «резко и решительно» раскритиковал Эдварда Сэквилла на собрании директоров компании Виргиния. Он был губернатором компании Бермудских островов в 1623 году. 23 мая 1623 года он получил лицензию на поездку на три года и снова был назначен послом при Людовике XIII в сентябре 1623 года. Он был в Риме в 1624 году и посетил Марка Антонио де Доминиса, архиепископ Спалато, в его темнице. Находясь во Флоренции, он получил известие о смерти своего старшего брата Ричарда Сэквилла, 3-го графа Дорсета, которая произошла 28 марта 1624 года, и после этого он стал 4-м графом Дорсет.

## Граф Дорсет

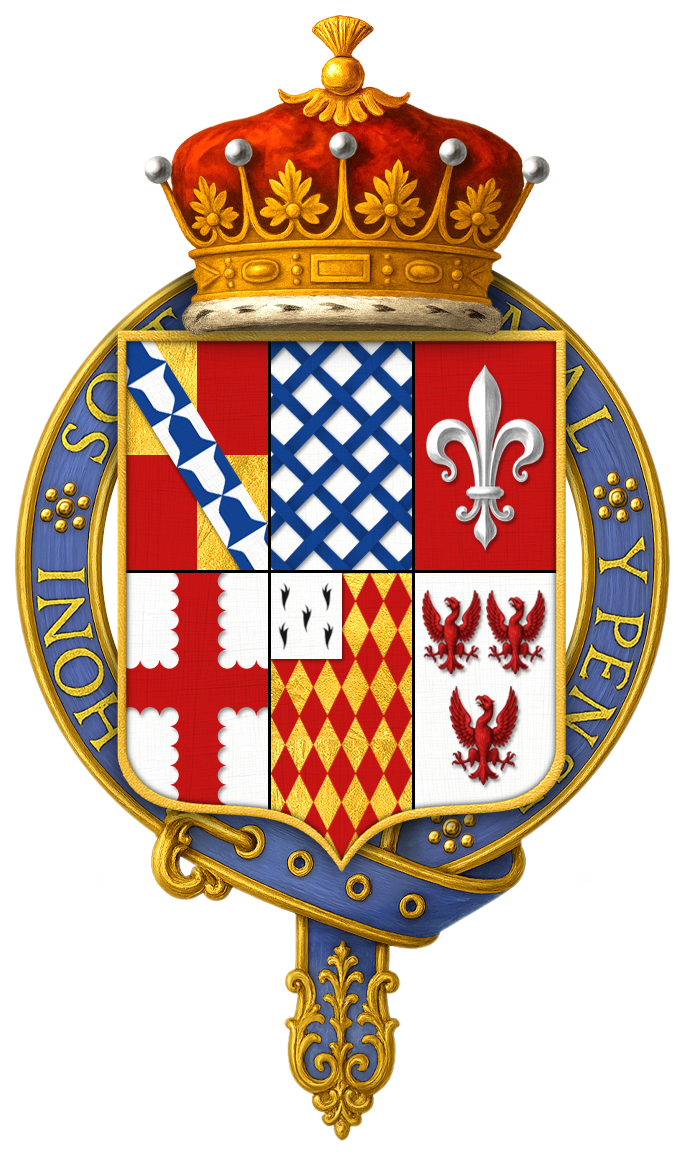
Герб сэра Эдварда Сэквилла, 4-го графа Дорсета

Лорд Дорсет унаследовал семейные поместья, которые были сильно обременены, и 26 июня 1626 года он продавал землю, чтобы погасить долги своего брата (26 сентября 1650 года деньги все еще оставались задолженностью). Он стал совместным лордом-лейтенантом Сассекса и совместным лордом-лейтенантом Миддлсекса, а также занимал несколько других должностей, включая управление Эшдаунским лесом и управление Грейт-Ярмутом с 1629 года. 15 мая 1625 года ему был пожалован Орден Подвязки. Во время коронации Карла I 2 февраля 1626 года он был комиссаром по искам, носил первый меч и был вызван в тайный совет 3 августа 1626 года. Его влияние при дворе было полностью закреплено его назначением лордом-камергером королевы Генриетты Марии 16 июля 1628 года. Таким образом, он был инициатором театра и драмы в Лондоне, а также инициатором основания театра Солсбери-Корт в Солсбери-Корт недалеко от Флит-стрит, где он жил. Он был уполномоченным по колонии Виргиния в 1631 и 1634 годах.
В качестве пэра и тайного советника лорд Дорсет проявлял большую активность. Он был комиссаром 30 мая 1635 года и 10 апреля 1636 года по строительству новых зданий, построенных в Лондоне и Вестминстере или их окрестностях. Он был лордом-комиссаром адмиралтейства, одним из авантюристов графа Линдси и других за осушение различных частей Линкольншира, а также комиссаром по улучшению поставок селитры. 13 июня 1636 года он был констеблем замка Бомарис. Заседая в комиссии Звездной палаты в 1636 году, он советовал заключать в тюрьму пэров, отказавшихся выплатить принудительную ссуду, хотя в апреле 1636 года он сам был одним из неплательщиков по корабельным деньгам в Кенте в размере 5 фунтов стерлингов. Он поддерживал связи с Америкой и 10 декабря 1638 года подал прошение о предоставлении острова Сэнди-Хук (44° широты). 20 мая 1640 года он был номинирован в комитет совета по вопросам корабельных денег, но тщательно воздержался. от участия в незаконных разбирательствах, поощряемых его более жестокими коллегами.
В 1640 году лорд Дорсет был одним из пэров, назначенных регентами, пока король отсутствовал на севере. Он выступил против судебного разбирательства против епископов и приказал обученным бандам Миддлсекса открыть огонь по толпе, собравшейся для запугивания парламента 29 ноября 1641 года. По словам историка Кларендона, палата общин хотела объявить Дорсету импичмент либо за это, либо «за какое-то решение, которое он был участником в Звездной палате или за столом совета».

## Гражданская война
В начале 1642 года граф Дорсет присоединился к королю в Йорке и пообещал поддержать отряд из шестидесяти всадников. Он подтвердил заявление короля от 15 июня 1642 года о том, что он ненавидит идею войны. В июле он посетил королеву в Голландии, но вернулся до того, как королевский штандарт был поднят в Ноттингеме. 25 августа его вместе с лордом Саутгемптоном и сэром Джоном Калпепером отправили на переговоры с лидерами парламента. В тот же день солдаты парламента разграбили дом Ноле . Он присутствовал в битве при Эджхилле. Возможно, он отвечал за молодых принцев, поскольку Яков II писал в 1679 году, что «старый граф Дорсет в Эджхилле, получив приказ от короля, моего отца, пойти и унести меня и принца на холм из битвы», отказался сделать это и сказал, что его никогда не будут считать трусом, сыном короля в христианском мире". Он поехал в Оксфорд вместе с королем и не раз протестовал против продолжения войны. Он произнес речь за столом совета против речи графа Бристоля, и она была распространена в виде трактата 18 января 1643 года. 7 марта 1643 года он был назначен комиссаром королевской казны, а с января 1644 года по 27 апреля 1646 года занимал пост лорда-камергера королевского дома. В начале 1644 года ему также была доверена тайная печать и председательство в совете. Он произнес разумные речи, которые были напечатаны в Оксфорде и Лондоне как «демонстрирующие его добрую привязанность к парламенту и всему государству этого королевства». В январе 1644 года он подписал письмо с просьбой к Эссексу способствовать миру. Он был одним из членов комитета, которому было поручено защищать Оксфорд; и был назначен Карлом в декабре 1645 года одним из тех, кому он поручил ополчение. Он был одним из тех, кто подписал акт о капитуляции Оксфорда 24 июня 1646 года.
В июне 1644 года комитет назначил графу Дорсету аванс в размере 5000 фунтов стерлингов, а его старшему сыну — 1500 фунтов стерлингов. В 1645 году он отказался от поместья стоимостью 6000 фунтов стерлингов, и комитет обязался выплатить его долги. В сентябре 1646 года он подал прошение о возмещении ущерба по оксфордским статьям, и его штраф в размере одной десятой был установлен в размере 4360 фунтов стерлингов. 25 марта 1647 года сумма была снижена до 2415 фунтов стерлингов, и 4 июня 1650 года он был уволен .
Говорят, что граф Дорсет был одним из шести пэров, которые намеревались поехать к Чарльзу в Хэмптон-корт в октябре 1647 года и остаться с ним в качестве совета, но парламент не разрешил этого.
Говорят, что после казни короля в 1649 году лорд Дорсет никогда не покидал своего дома в Солсбери-Корт на Флит-стрит. Он умер там 17 июля 1652 года и был похоронен в семейном склепе в Уитэме. Его памятник был уничтожен пожаром 16 июня 1663 года. Элегия о нем с тяжелыми черными краями была напечатана Джеймсом Хауэллом в редкой брошюре под названием «Ах-Ха, Тумулус Таламус».
Кларендон описал Дорсета как «красивого, изящного и энергичного: его остроумие приятное, блестящее и возвышенное… Пороки, которые он имел, были присущи возрасту, и он не был достаточно упрямым, чтобы презирать или сопротивляться». Он был способным оратором и в целом умеренным политиком, сочетавшим глубокое уважение к королевским прерогативам с приверженностью протестантскому делу и свободам парламента. Он, очевидно, был отличным бизнесменом.

## Семья
В 1612 году Эдвард Сэквилл женился на Мэри Керзон (? — 1645), дочери и наследнице сэра Джорджа Керзона из Кроксалл-холла, Дербишир . Их детьми были:
- Мэри Сэквилл, умерла молодой 30 октября 1632 года.
- Ричард Сэквилл (16 сентября 1622 — 27 августа 1677), 5-й граф Дорсет и преемник отца
- Эдвард Сэквилл (6 января 1623 — 11 апреля 1646), раненый в Ньюбери 20 сентября 1643 года и убит парламентскими войсками в Чаули в приходе Камнор, недалеко от Оксфорда, в апреле 1646 года.

В 1630 году леди Мэри была назначена «гувернанткой» сроком на двенадцать лет Чарльза, принца Уэльского, и Джеймса, герцога Йоркского, впоследствии королей Англии и Шотландии. Она получила опеку над младшими детьми, Генри и его сестрой Элизабет, 20 июля 1643 года, и ей было разрешено 600 фунтов стерлингов в год в Ноул-хаусе и Дорсет-хаусе в знак признания ее заслуг. Она умерла в 1645 году, когда ее собирались освободить от своих обязанностей, и в награду за ее «благочестивую и добросовестную заботу и труд» получила публичные похороны в Вестминстерском аббатстве. После Реставрации её сын Ричард обратился к короне с просьбой о дальнейшем признании службы его покойной матери.